# Trichiosoma vitellina
Trichiosoma vitellina is een vliesvleugelig insect uit de familie van de knotssprietbladwespen (Cimbicidae). De wetenschappelijke naam is gepubliceerd in 1761 door Linnaeus. 